# Acolea erythrorhiza
Acolea erythrorhiza là một loài rêu tản trong họ Gymnomitriaceae. Loài này được (Bisch.) Trevis. miêu tả khoa học lần đầu tiên năm 1877.